# チャイコフスキー (ペルミ地方)

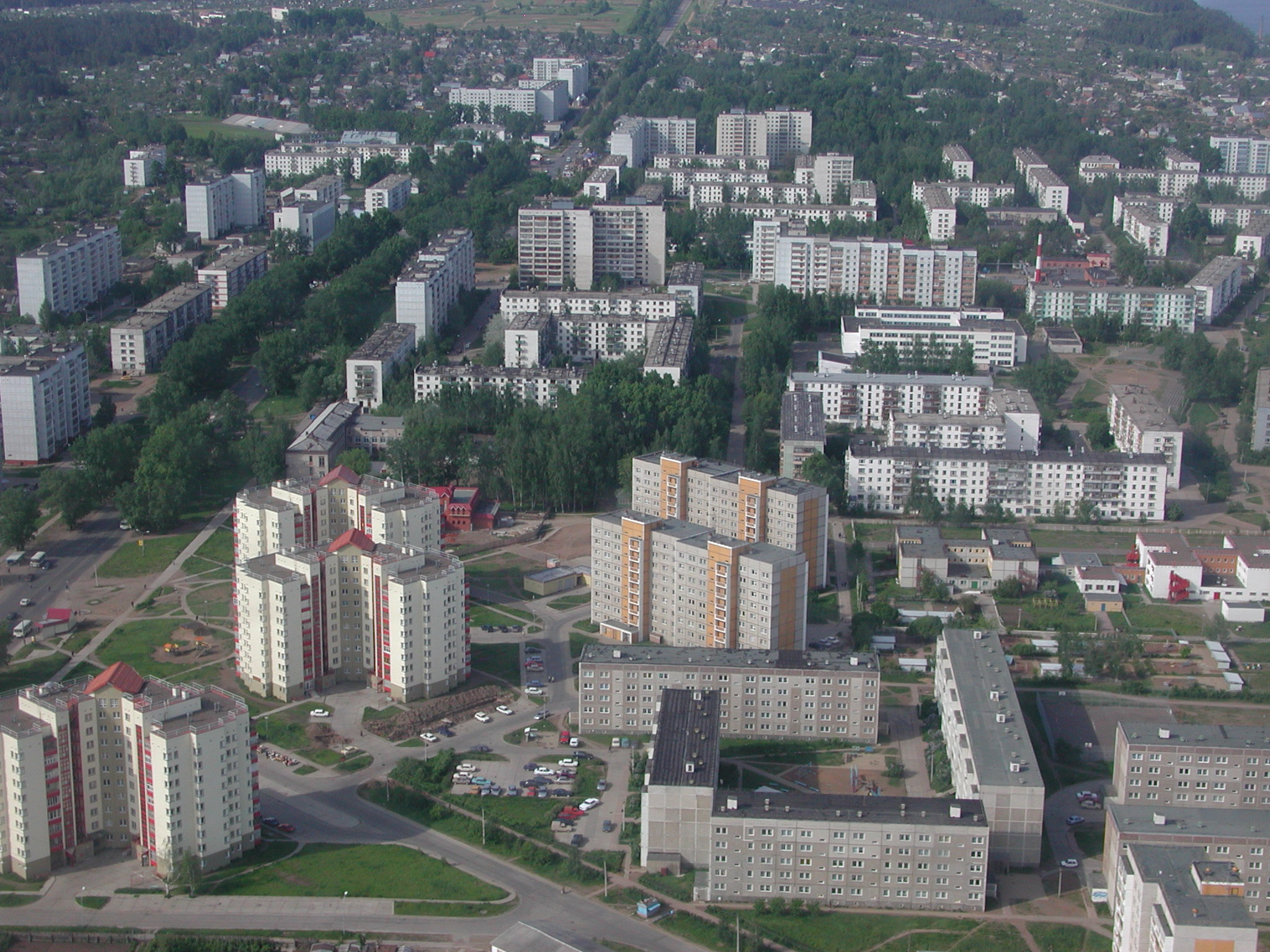

チャイコフスキー（露: Чайковский, 英: Chaykovsky）はロシアのペルミ地方にある都市。人口は7万5837人（2021年）。

## 概要
- ソビエト連邦時代の1955年にダム建設に伴い誕生[2]、1962年にペルミ州（当時）のヴォトキンスク水力発電所を建設する労働者たちの集落が市に昇格。作曲家の名がついた唯一の都市である[3]。
- 毎年3月には国際スキー連盟主催のスキージャンプ女子ワールドカップ大会に行わる。2022年2月に起きたロシアのウクライナ侵攻のため中止となった[4]。